# 8804 Eliason
8804 Eliason eller 1981 JB2 är en asteroid i huvudbältet som upptäcktes den 5 maj 1981 av det amerikanska astronom paret Eugene M. och Carolyn S. Shoemaker vid Palomar-observatoriet. Den är uppkallad efter Eric M. Eliason.
Asteroiden har en diameter på ungefär 11 kilometer.